# Moga
Moga è una città dell'India di 124.624 abitanti, capoluogo del distretto di Moga, nello stato federato del Punjab. In base al numero di abitanti la città rientra nella classe I (da 100.000 persone in su).

## Geografia fisica
La città è situata a 30° 48' 0 N e 75° 10' 0 E e ha un'altitudine di 216 m s.l.m..

## Società

### Evoluzione demografica
Al censimento del 2001 la popolazione di Moga assommava a 124.624 persone, delle quali 66.843 maschi e 57.781 femmine. I bambini di età inferiore o uguale ai sei anni assommavano a 13.984, dei quali 7.670 maschi e 6.314 femmine. Infine, coloro che erano in grado di saper almeno leggere e scrivere erano 85.340, dei quali 47.427 maschi e 37.913 femmine.